# Mnet Video Music Awards de 1999
O Mnet Video Music Awards de 1999 foi a primeira edição da premiação de música anual  em Seul, Coreia do Sul, realizada em 27 de novembro de 1999, no Universal Arts Center.
Liderando os indicados estavam a boy band H.O.T. e o artista solo Lee Seung-hwan com três cada, seguidos por quatro artistas, incluindo a nova boy band g.o.d com três. Ao final da cerimônia, a boy band H.O.T., Lee Seung-hwan e Lee Jung-hyun recebeu o maior número de vitórias com dois prêmios.

## Antecedentes
A premiação começou nesse ano com o nome de "Mnet Km Music Festival" (MKMF). Nessa época, foi a primeira e única cerimônia de premiação musical da Coreia. Consistiu de 14 categorias, incluindo a de Melhor Artista Internacional. Os grandes prêmios (ou daesang) foram Melhor Vídeo Musical Popular e Vídeo Musical do Ano.

## Vencedores e indicados
Os vencedores estão listados primeiro e destacados em negrito.
| Melhor Video Musical Popular (daesang) | Vídeo Musical do Ano (daesang) |
| --- | --- |
| - H.O.T. – "I Yah!" | - Lee Seung-hwan – "A Request" |
| Melhor Novo Grupo | Melhor Novo Artista Solo |

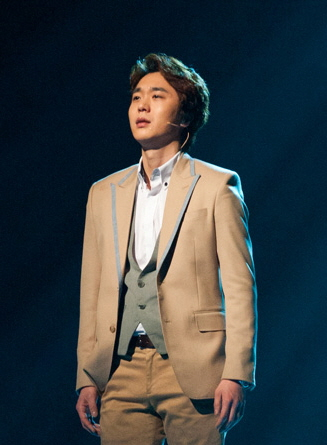
Jo Sung-mo, Melhor Performance de Balada

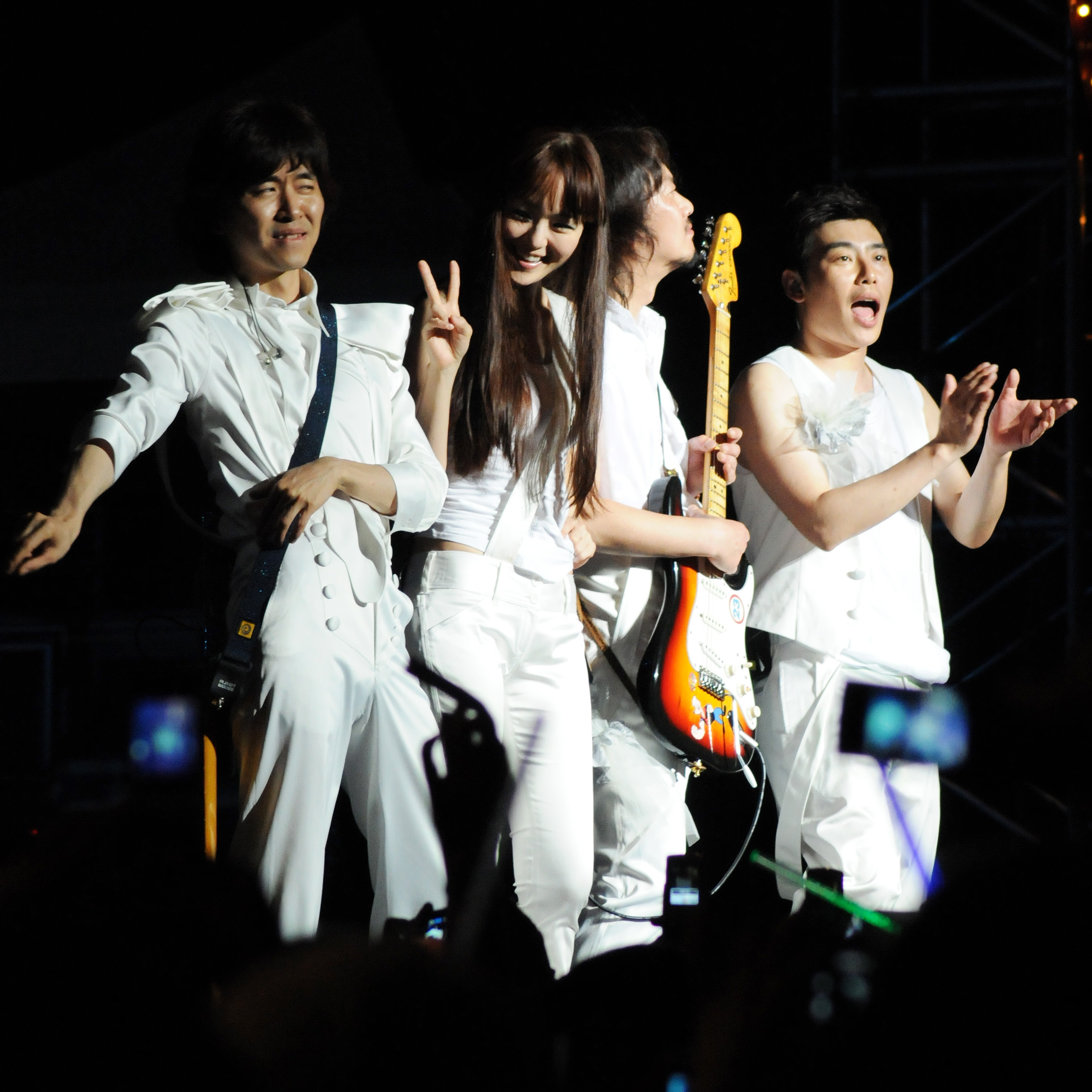
Jaurim, Melhor Performance de Rock

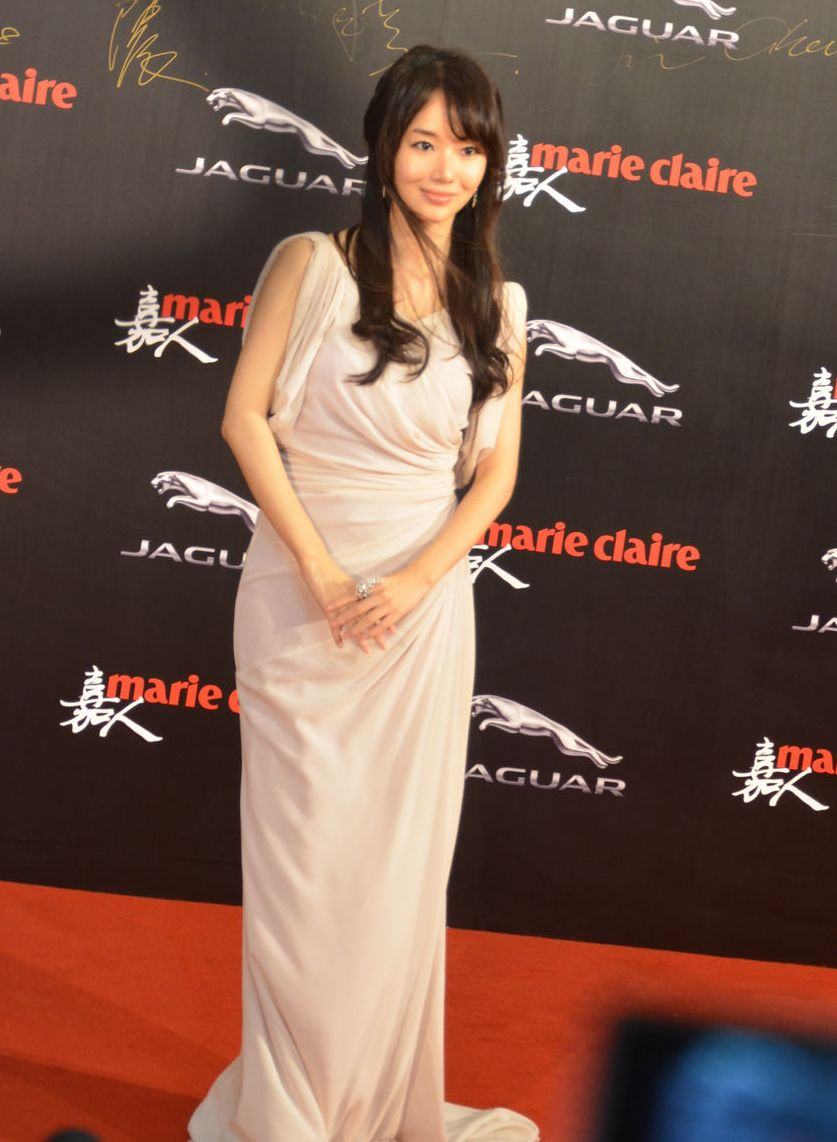
Lee Jung-hyun, Melhor Novo Artista Solo e Melhor Performance de Dance

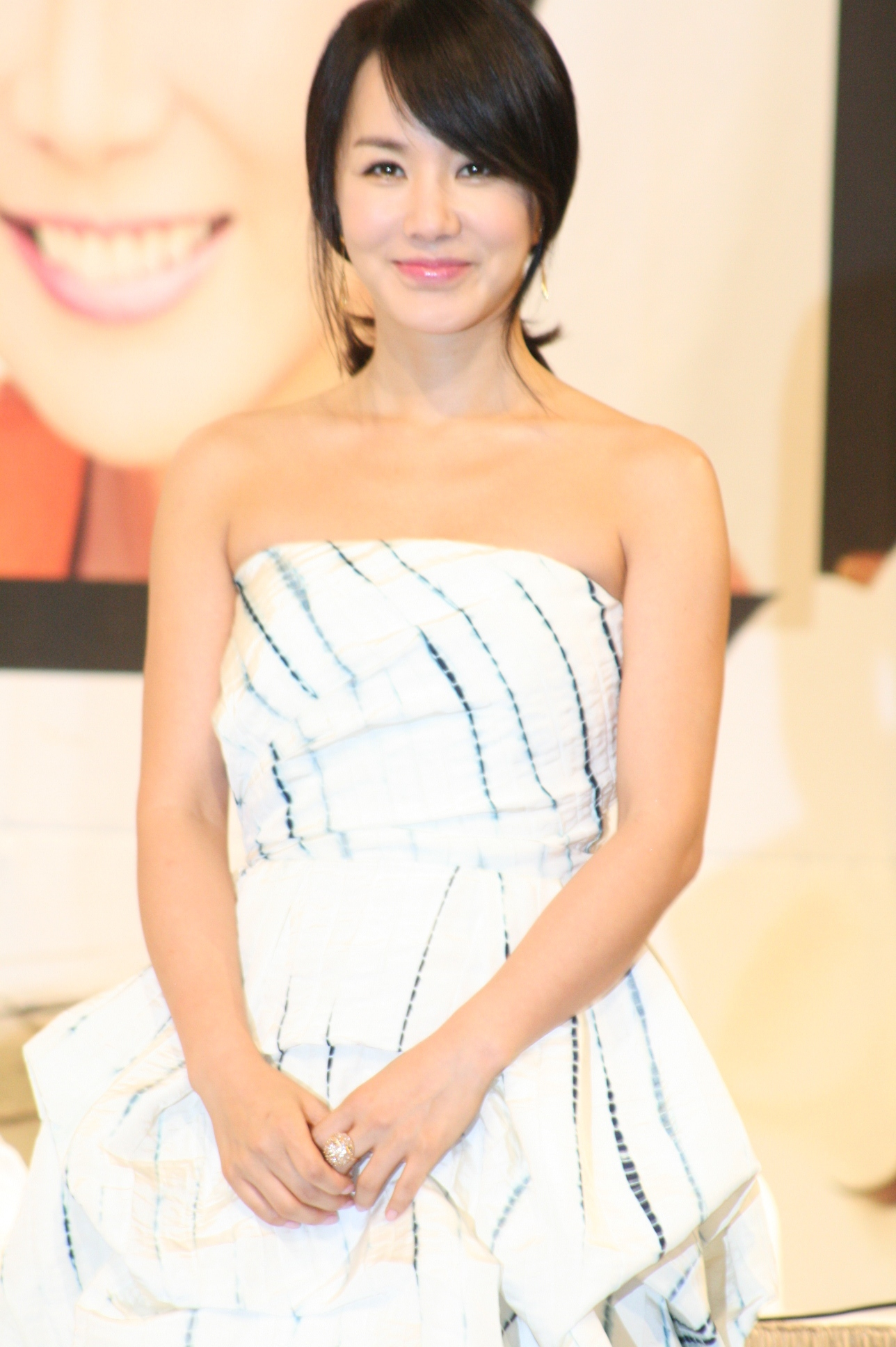
Uhm Jung-hwa, Melhor Artista Feminino

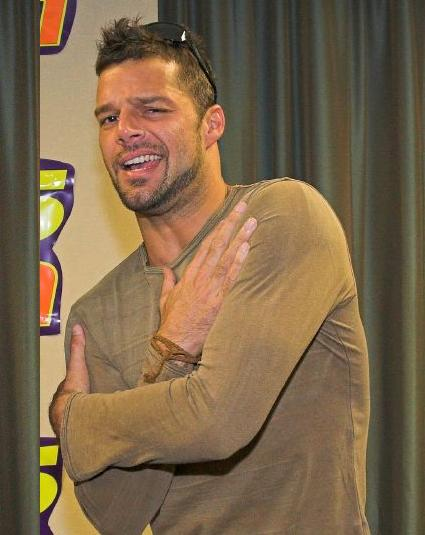
Ricky Martin, Melhor Artista Internacional

| - Team – "Farewell" - Voice – "Be Your Own Angel" (너만의 천사가 되어) - Yada – "Already Sad Love" - 0–24 – "Freedom" (자유) - g.o.d – "To Mother"                                                                            | - Lee Jung-hyun – "Come" - Kim Bum-soo – "Promise" - Baek Ji-young – "Choice" - Lee Soo-young – "I Believe" - Cho PD – "Fever"                                                   |
| Melhor Artista Feminino | Melhor Artista Masculino |
| - Uhm Jung-hwa – "I Don't Know" - Kwon Jin-won – "Happy Birthday To You" - Lena Park – "A Person in My Dream" - Park Ji-yoon – "I Don't Know Anything" - Yangpa – "Audio"                                                     | - Lee Seung-hwan – "A Request" - Park Jin-young – "Kiss Me" - Yoo Seung-jun – "Passion" - Jo Sung-mo – "For Your Soul" - K2 – "To her lover"                                     |
| Melhor Grupo | Melhor Perfomance de Rock |
| - H.O.T. – "I Yah!" - Shinhwa – "T.O.P" - S.E.S. – "I Love You" - Sechs Kies – "Ye Gam" - Fin.K.L – "Forever Love" | - Jaurim – "Fall"" - Kim Jong-seo – "Broken Hearted" - Novasonic – "Empire of the Sun" - Delispice – "Running Bicycle" - Red Plus – "Please Come Again Someday"                  |
| Melhor Perfomance de Hip Hop | Melhor Perfomance de Indie |
| - Honey Family – "Man's Story – My Way" - Drunken Tiger – "Do You Know Hip-Hop" - BROS – "Win Win" - Cho PD – "Fever" - g.o.d – "Dear Mother"                                                                                 | - No Brain – "Youth 98" - Dr. Core 911 – "Sha Sha Funky Shake" - Dalpalan – "Whistle Star Invitation" - Blue Punk Bugs – "Children of Darkness" - Hwang Shin Hye Band – "A Gun"  |
| Melhor Perfomance de Dance | Melhor Perfomance de Balada |
| - Lee Jung-hyun – "Come" - Baby V.O.X. – "Get Up" - Uhm Jung-hwa – "I Don't Know" - H.O.T. – "I Yah!" - Clon – "Come To Me"                                                                                                   | - Jo Sung-mo – "For Your Soul" - Yoon Jong-shin – "Sendoff" - Lee Seung-hwan – "A Request" - Toy – "Is It Still Beautiful" - Position – "Blue Day"                               |
| Melhor Diretor de Vídeo Musical | Melhor Artista Internacional |
| - Hong Jong-ho – "I Yah!" por H.O.T. - Kim Sang-tae – "Men's Story – My Way" por Honey Family - Kim Se-hun – "For Your Soul" por Jo Sung-mo - Inhan – "Dear Mother" por g.o.d - Cha Eun-taek – "A Request" por Lee Seung-hwan | - Ricky Martin – "Livin' la Vida Loca" - Backstreet Boys – "I Want It That Way" - Cher – "Believe" - Geri Halliwell – "Look At Me" - Sting – "Brand New Day" - TLC – "No Scrubs" |

Prêmio especial
- Prêmio Planning – Lee Chae-hyung (이채형)

## Prêmios múltiplos

### Artista(s) com vitórias múltiplas
Os artistas seguintes receberam dois ou mais prêmios (excluindo os prêmios especiais):
| Prêmios | Artista(s)     |
| ------- | -------------- |
| 2       | H.O.T.         |
| 2       | Lee Seung-hwan |
| 2       | Lee Jung-hyun  |

### Artista(s) com indicações múltiplas
Os artistas seguintes receberam duas ou mais indicações:
| Prêmios       | Artista(s)     |
| ------------- | -------------- |
| 3             | H.O.T.         |
| 3             | Lee Seung-hwan |
| 2             |                |
| g.o.d.        |                |
| Jo Sung-mo    |                |
| Cho PD        |                |
| Lee Jung-hyun |                |
| Uhm Jung-hwa  |                |

## Apresentadores e artistas
Os seguintes indivíduos e grupos, listados em ordem de aparição, entregaram prêmios ou apresentaram números musicais.

### Artistas
| Nome(s)                                                                                    | Apresentou                                     | Notas                                                         |
| ------------------------------------------------------------------------------------------ | ---------------------------------------------- | ------------------------------------------------------------- |
| Nanta, 김대환, 박유진                                                                      | Música/ritmo tradicional sul-coreano, violinos | Animal Jam 1: Abertura da cerimônia                           |
| Team                                                                                       | "Farewell" (별別)                              | Vencedor de Melhor Novo Grupo                                 |
| Honey Family                                                                               | "Man's Story – My Way"                         | Vencedor de Melhor Performance de Hip Hop                     |
| Jaurim                                                                                     | "낙화"                                         | Vencedor de Melhor Performance de Rock                        |
| Kim Jong-jin (김종진), Jeon Tae-kwan (전태관),김영석, Kim Min-ki, 미인, 윤도현, Daytripper | Banda/miscelânea/일곱색깔 무지개               | Animal Jam 2: Meio da cerimônia                               |
| Uhm Jung-hwa                                                                               | "I Don't Know"                                 | Vencedora de Melhor Artista Feminina                          |
| Lee Jung-hyun                                                                              | "Come" (와)                                    | Vencedor de Melhor Novo Artista e Melhor Performance de Dance |
| H.O.T.                                                                                     | "I Yah!" (아이야)                              | Vencedor de Melhor Grupo                                      |
| Bros 브로스                                                                                | "Win Win"                                      |                                                               |

### Apresentadores
| Nome(s)                                                                  | Papel                                                           |
| ------------------------------------------------------------------------ | --------------------------------------------------------------- |
| Choi Hal-li                                                              | Apresentador principal do 1º M.net Korean Music Festival (MKMF) |
| Joo Young-hoon e Yoon Son-ha                                             | Apresentadores do prêmio de Melhor Novo Grupo                   |
| Cha Soohyun (차수현)                                                     | Entrevistador/apresentador de bastidores                        |
| Kim Rina (김리나)                                                        | Apresentadora                                                   |
| Yoon Do-hyun e Kim Min (김민)                                            | Apresentadores do prêmio de Melhor Performance de Indie         |
| Kim Kwang-han (김광한) e Hwang In-young                                  | Apresentadores do prêmio de Melhor Artista Internacional        |
| S.E.S., Kim Gun-mo, Uhm Jung-hwa, Puff Daddy, Yang Hyun-suk, Nam Hee-suk | Saudações                                                       |
| Yoon Sang e Kim Hyo-jin                                                  | Apresentadores do prêmio de Melhor Performance de Balada        |
| DJ Jun-young e DJ Su (DJ-수)                                             | DJs da noite                                                    |
| Yoo Ji-tae                                                               | Apresentador do prêmio de Melhor Performance de Hip Hop         |
| Chang Da-na (정다나)                                                     | Apresentadora                                                   |
| Kim Jong-jin (김종진) e Jeon Tae-kwan (전태관)                           | Apresentadores do prêmio de Melhor Performance de Rock          |
| Lee Jung-sik (이정식) e Park Jin-hee                                     | Apresentadores do prêmio Melhor Artista Masculino               |
| Choi Jung-won e Kim Hyung-suk (김형석)                                   | Apresentadores do prêmio Melhor Artista Feminino                |
| Kim Ji-ryong (김지룡) e Han Seung-joo (한성주)                           | Apresentadores do prêmio especial                               |
| Jeon Ji-na (전지나)                                                      | Dá uma prévia de como fazer um vídeo musical                    |
| Ha Jae-bong (하재봉) e Yu Ji-na (유지나)                                 | Apresentadores do prêmio de Melhor Diretor de Vídeo Musical     |
| Kim Young-eon (김영언)                                                   | Apresenta a história dos vídeos musicais de 1997 a 1998         |
| Lee Hwi-jae e Yoo Jae-suk                                                | Apresentadores do prêmio de Melhor Novo Artista Solo            |
| Oh Mi-ran (오미란) e Lee Mu-young (이무영)                               | Apresentadores do prêmio de Melhor Performance de Dance         |
| Lee Yo-won e Lee Jung-jae                                                | Apresentadores do prêmio de Melhor Grupo                        |
| Lee Chan-chan (이잔잔) e Lee Eun-jung                                    | Apresentadores do prêmio de Melhor Vídeo Musical Popular        |
| Choi Hee-chun (죄희춘)                                                   | Apresentador do prêmio de Vídeo Musical do Ano                  |